# Primula sinensis
Primula sinensis là một loài thực vật có hoa trong họ Anh thảo. Loài này được Sabine ex Lindl. miêu tả khoa học đầu tiên năm 1821.

## Hình ảnh

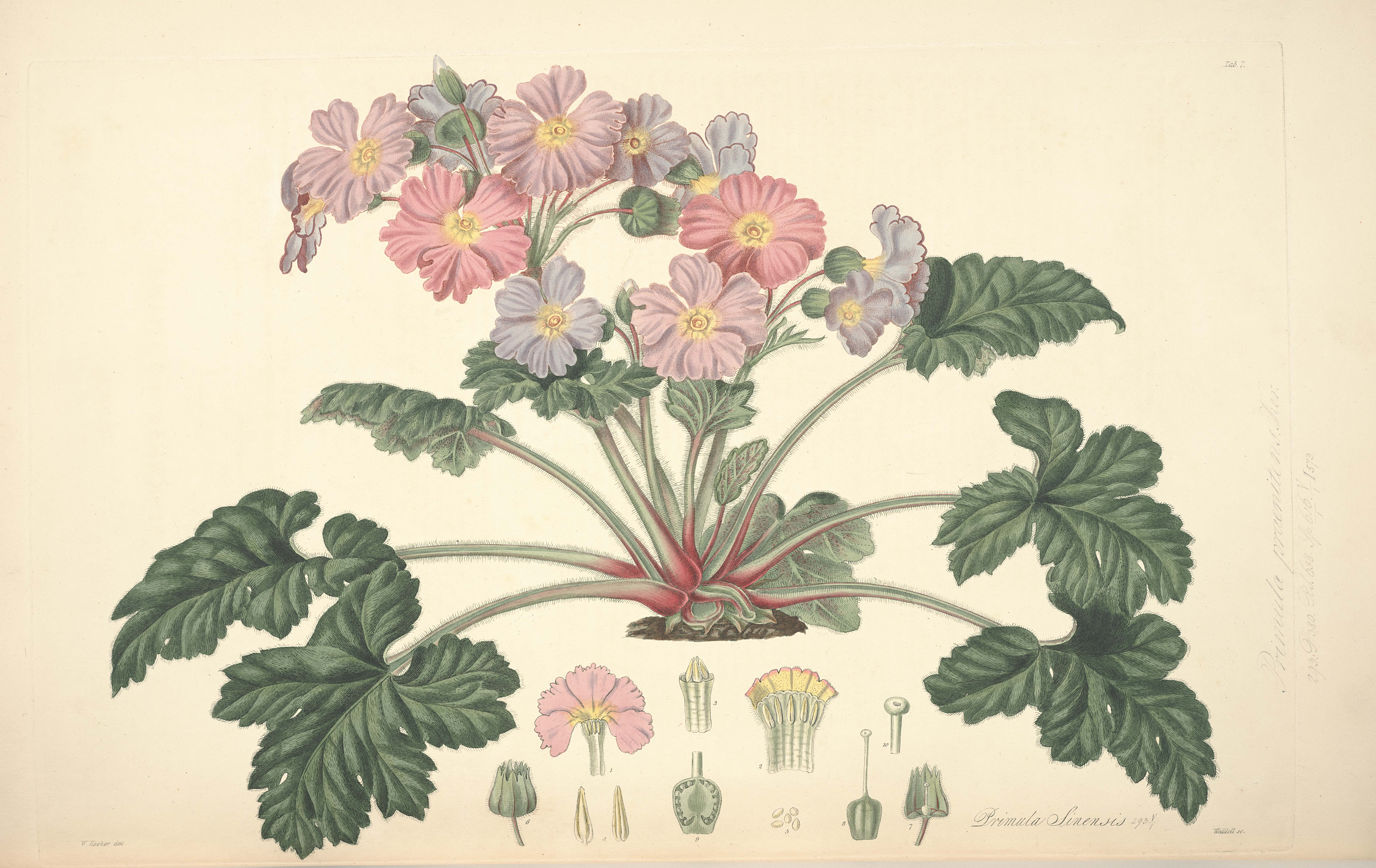